# SV Fides St. Gallen
Der SV Fides St. Gallen ist ein Handballverein in St. Gallen. Die Männer spielten 10 Saisons in der NLA, und die Frauen nahmen zweimal am Europapokal teil.

## Geschichte

### Männer
Zwischen 1966 und 1971 spielten sie in der Nationalliga A.
Auf die Saison 1975/76 stiegen sie wieder auf, um in der Saison 1976/77 wieder in die Nationalliga B abzusteigen.
Sie waren nochmals für eine Saison (1982/83) in der NLA. Danach spielten sie für eine längere Zeit in der 1. Liga unterhalb der NLB.
In der Saison 2023/24 gelang dem SV Fides der erneute Aufstieg in die NLB. In der darauffolgenden Sommerpause machte der SV Fides mit der Verpflichtung des ehemaligen Bundesliga-Starspieler Robert Weber auf sich aufmerksam. Bereits im ersten Spiel in der NLB konnte der SV Fides den ersten Sieg einfahren. Zu Hause im AZSG, wo das Team seit fast zwei Jahren ungeschlagen war, wurden die NLA-Absteiger aus Genf mit 35:20 überrollt. Einen Wermutstropfen gab es in diesem Spiel: Der Erfolgstrainer Julian Rauch hatte in der Saison zuvor öffentlich-wirksam versprochen, das erste NLB-Spiel nach einem allfälligen Aufstieg in Anzug und Krawatte zu coachen, was er dann aber im Spiel gegen Genf unterliess.